# Un re in ascolto
Un re in ascolto (A King Listens) è un'opera di Luciano Berio, autore anche del libretto italiano. Si basa su un racconto della raccolta Sotto il sole giaguaro di Italo Calvino, ma incorpora estratti dal libretto di Friedrich Einsiedel del 1778 (rielaborato da Friedrich Wilhelm Gotter tra il 1790 e il 1791) per un'opera basata su La tempesta di Shakespeare. Questo divenne Die Geisterinsel nel 1798, su musiche scritte da Friedrich Fleischmann. Un'altra fonte, inoltre, fu The Sea and the Mirror: A Commentary on Shakespeare's The Tempest di W. H. Auden.

## Storia
Berio stesso ha descritto l'opera come un'azione musicale piuttosto che un'opera. Si divide in 19 sezioni raggruppate in due parti. Il lavoro è stato scritto dal 1981 al 1983 e ha avuto ricevuto la sua anteprima al Kleines Festspielhaus di Salisburgo il 7 agosto 1984, diretto da Lorin Maazel, con la regia di Götz Friedrich e le scenografie di Günther Schneider-Siemssen. La première londinese ha avuto luogo il 9 febbraio 1989 alla Royal Opera House, Covent Garden.

## Ruoli
| Ruolo                                        | Registro vocale       | Cast della prima, 7 agosto 1984 (Direttore: Lorin Maazel) |
| -------------------------------------------- | --------------------- | --------------------------------------------------------- |
| Prospero, un impresario, il ruolo principale | basso-baritono        | Theo Adam                                                 |
| Regista (direttore di scena)                 | tenore                | Heinz Zednik                                              |
| Protagonista                                 | soprano di coloratura | Patricia Wise                                             |
| Soprano I                                    | soprano               | Karan Armstrong                                           |
| Soprano II                                   | soprano               | Sylvia Greenberg                                          |
| Venerdì, (un attore)                         | parlato               | Helmut Lohner                                             |
| Mimo                                         | mimo                  | Samy Molcho                                               |
| Infermiera                                   | mezzosoprano          | Gabriela Sima                                             |
| Moglie                                       | mezzosoprano          | Anna Gonda                                                |

## La prima italiana alla Scala di Milano
Così si presentava la locandina della prima italiana al Teatro alla Scala di Milano
| Ruolo                        | Registro vocale         | Cast della prima italiana, 14 gennaio 1986 Teatro alla Scala (Direttore: Lorin Maazel) |
| ---------------------------- | ----------------------- | -------------------------------------------------------------------------------------- |
| Prospero                     | Basso-baritono          | Victor Braun                                                                           |
| Regista                      | Tenore                  | Heinz Zednik                                                                           |
| Venerdì                      | Attore                  | Sergio Tedesco                                                                         |
| Protagonista                 | Soprano di coloratura   | Mariana Nicolesco                                                                      |
| Soprano I                    | Soprano                 | Valeri Popova                                                                          |
| (con il suo Pianista)        | Pianista                | Stephen Lano                                                                           |
| Soprano II                   | Soprano                 | Rebecca Littig                                                                         |
| Mezzosoprano                 | Mezzosoprano            | Rohangiz Yachmi                                                                        |
| 3 Cantanti                   | Tenore, Baritono, Basso | Renato Cazzaniga                                                                       |
|                              |                         | Gastone Sarti                                                                          |
|                              |                         | Nicola Pigliucci                                                                       |
| Infermiera                   | Soprano                 | Laura Zannini                                                                          |
| Moglie                       | Mezzosoprano            | Nella Verri                                                                            |
| Dottore                      | Tenore                  | Walter Gullino                                                                         |
| Avvocato                     | Basso                   | Aldo Bramante                                                                          |
| Pianista                     | (che canta)             | Stephen Harrap                                                                         |
| Suonatore di fisarmonica     |                         | Aldo Turconi                                                                           |
| Un mimo                      |                         | Giovanni Lucini                                                                        |
| I clowns - Gli acrobati      |                         | Jan v.d. Heyden                                                                        |
|                              |                         | Kai Forster                                                                            |
|                              |                         | Heino Ferch                                                                            |
|                              |                         | Ulrich Mueller                                                                         |
| Una signora da segare in due |                         | The New Houdinys                                                                       |
| Funamboli                    |                         | Marco Bizzozzero                                                                       |
|                              |                         | Isabelle Tanguy                                                                        |

## Trama
L'opera non ha una narrativa lineare convenzionale.
Un re di un mitico reame vive distaccato dal suo regno dove il suo unico contatto con il regno è attraverso conversazioni udite casualmente. Una compagnia teatrale itinerante arriva per mettere in scena uno spettacolo de La tempesta. Mentre il re ascolta per caso le audizioni e le prove, inizia a immaginarsi come Prospero dalla commedia e inizia a equiparare questi con gli avvenimenti nel suo regno, confondendo i due mondi. Alla fine, subisce un collasso psicologico, la produzione provata de La tempesta non si verifica mai e la compagnia teatrale se ne va. Il re ha una visione del proprio futuro mentre si avvia verso la morte.

## Incisioni
- Luciano Berio: Un re in ascolto (Theo Adam, Heinz Zednik, Sylvia Greenberg, Gabriele Sima, Helmut Wildhaber, Patricia Wise, Karan Armstrong, Rohangiz Yachmi, Anna Gonda, Helmuth Lohner; Wiener Philharmoniker; Direttore: Lorin Maazel) CD 1999. Etichetta: Col Legno 20005